# Meggittia
Meggittia is een geslacht van weekdieren uit de klasse van de Gastropoda (slakken).

## Soort
- Meggittia maungmagana Ray, 1977